# 오타키 에이이치
오타키 에이이치(일본어: 大瀧 詠一 오오타키 에이이치[*], 1948년 7월 28일 ~ 2013년 12월 30일)는 일본의 음악가, 작곡가, 음반 프로듀서이다. 그는 처음에 록 밴드 핫피 엔도의 멤버로 알려졌지만, 1972년에 시작된 솔로 활동으로 더 잘 알려져 있다. 2003년 HMV 재팬이 선정한 일본 팝 가수 100인 중 9위에 올랐다. 패트릭 마키아스는 오타키를 필 스펙터, 브라이언 윌슨, 조지 마틴, 조 믹이라고 불렀고, 그의 작품을 "20세기 팝 음악의 위대한 모든 것에 대한 백과사전"이라고 불렀다.

## 바이오그래피
오타키는 지금의 오슈시 에사시군에서 태어났다. 핫피 엔도에 합류하기 전, 오타키는 미래의 크리에이션 가수인 후미오 누노야와 함께 터부라고 불리는 그룹의 기타리스트였다. 해피엔드는 1972년 12월 31일 공식적으로 해산하기 전에, 1970년 《핫피 엔도》, 1971년 《카제마치 로망》, 1973년 《HAPPY END》 등 3개의 음반을 제작했다. 오타키는 1972년 11월에 이미 자신의 첫 솔로 음반을 발매했는데, 마키아스는 이 음반을 핫피 엔도의 팬들이 기대했던 바로 그것이라고 묘사했다. 그러나, 마키아스는 오타키가 그의 경력에서 이와 같은 음악을 만드는 것은 이번이 마지막이라고 언급했다.

## 사망
2013년 12월 30일 오후 5시 도쿄도 미즈호정 자택에서 사과를 먹다 질식해 쓰러진 뒤 병원으로 후송됐으나 얼마 지나지 않아 숨졌다. 그의 공식적인 사인은 해부용 동맥류였다.
2014년 제56회 일본 레코드 대상에서 평생 공로상을 수상했다. 2016년 3월, 사후에 발매되지 않은 음반 《DEBUT AGAIN》이 발매되었다. 32년 만의 음반으로 불리는 이 음반에는 오타키가 작곡했지만 다른 가수들에 의해 발매된 노래들이 수록되어 있다. 2020년 3월 21일, 오타키의 데뷔 50주년을 기념하여 발매한 음반 《Happy Ending》이 발매됐다. 그것은 그가 1990년대에 쓴 TV 드라마 주제들을 위한 세션 동안 만들어진 이전에 발표되지 않은 노래들을 모아둔다.

## 음반 목록
- 大瀧詠一 (1972년)
- NIAGARA MOON (1975년)
- NIAGARA TRIANGLE Vol.1 (1976년)
- GO! GO! NIAGARA (1976년)
- NIAGARA CALENDAR (1977년)
- LET'S ONDO AGAIN (1978년)
- A LONG VACATION (1981년)
- NIAGARA TRIANGLE Vol.2 (1982년)
- EACH TIME (1984년)
- DEBUT AGAIN (2016년)
- Happy Ending (2020년)